# Basket Club Ferrara 2010-2011
Il Basket Club Ferrara 2010-2011, sponsorizzato Naturhouse, ha preso parte al campionato professionistico italiano di pallacanestro di Legadue.

## Risultati
- Legadue:
  - stagione regolare: 14º posto su 16 squadre (12-18);
- Coppa Italia di Legadue: eliminazione alle semifinali del QRound girone B.

## Roster
| Giocatori |
| --------- |

|    | Naz.                                        | Ruolo | Sportivo           | Anno | Alt. | Peso |  |
| -- | ------------------------------------------- | ----- | ------------------ | ---- | ---- | ---- |  |
| 5  | Argentina (bandiera) · Italia (bandiera)    | PG    | Daniel Farabello   | 1973 | 193  | 85   |  |
| 6  | Italia (bandiera)                           | G     | Francesco Brandani | 1993 | 183  | 80   |  |
| 7  | Italia (bandiera)                           | PG    | Stefano Borsato    | 1986 | 193  | 95   |  |
| 8  | Italia (bandiera)                           | PG    | David Cournooh     | 1990 | 187  | 83   |  |
| 9  | Stati Uniti (bandiera)                      | P     | Jermaine Boyette   | 1978 | 185  | 86   |  |
| 10 | Finlandia (bandiera)                        | AC    | Tuukka Kotti       | 1981 | 204  | 100  |  |
| 13 | Albania (bandiera) · Italia (bandiera)      | AP    | Klaudio Ndoja      | 1985 | 201  | 94   |  |
| 14 | Italia (bandiera)                           | C     | Valerio Mazzola    | 1988 | 205  | 96   |  |
| 15 | Italia (bandiera)                           | C     | Luca Lechthaler    | 1986 | 206  | 105  |  |
| 16 | RD del Congo (bandiera) · Belgio (bandiera) | C     | Wen Mukubu         | 1983 | 198  | 95   |  |
| -  | Italia (bandiera)                           | PG    | Matteo Seravalli   | 1991 | 185  | 88   |  |
| -  | Italia (bandiera)                           | A     | Giovanni Massari   | 1992 | 192  | 88   |  |

| Staff tecnico                  |
| ------------------------------ |
| Allenatore: Alberto Martelossi |
| Assistente: Federico Vecchi    |
| Assistente: Nicola Schincaglia |

| Giocatori acquisiti a stagione in corso |
| --------------------------------------- |

|    | Naz.                                       | Ruolo | Sportivo                      | Anno | Alt. | Peso |  |
| -- | ------------------------------------------ | ----- | ----------------------------- | ---- | ---- | ---- |  |
| -  | Stati Uniti (bandiera)                     | A     | Kevin Melson dal 2 novembre   | 1978 | 199  | 105  |  |
| 18 | Italia (bandiera)                          | AC    | Houssam Gamal dal 12 novembre | 1983 | 207  | 105  |  |
| 4  | Stati Uniti (bandiera) · Belgio (bandiera) | G     | Ryan Hoover dal 16 dicembre   | 1974 | 188  | 83   |  |
| 14 | Italia (bandiera)                          | AG    | Matteo Canavesi dal 28 marzo  | 1986 | 188  | 83   |  |

| Giocatori ceduti a stagione in corso |
| ------------------------------------ |

|    | Naz.                   | Ruolo | Sportivo                            | Anno | Alt. | Peso |  |
| -- | ---------------------- | ----- | ----------------------------------- | ---- | ---- | ---- |  |
| -  | Stati Uniti (bandiera) | A     | Kevin Melson fino al 2 dicembre     | 1978 | 199  | 105  |  |
| 7  | Italia (bandiera)      | PG    | Stefano Borsato fino al 19 gennaio  | 1986 | 193  | 95   |  |
| 15 | Italia (bandiera)      | C     | Luca Lechthaler fino al 28 febbraio | 1986 | 206  | 105  |  |
| 14 | Italia (bandiera)      | C     | Valerio Mazzola fino al 28 marzo    | 1978 | 208  | 110  |  |

Legaduebasket: Dettaglio statistico